# Центральный (Богородский район)
 Центральный  — поселок в Богородском районе Нижегородской области.

## География
Находится на расстоянии приблизительно 1 км на юг от районного центра города Богородск.

## История
До апреля 2020 года входил в состав Шапкинского сельсовета.

## Население
Постоянное население составляло 1020 человек (русские 99%) в 2002 году, 926 в 2010.